# 不動らん
不動 らん（ふどう らん）は、日本の漫画家。男性。兵庫県出身。東京都在住。

## 来歴
神戸市出身。横浜隼人中学校・高等学校、駒澤大学文学部英米文学科卒業。 駒大漫画倶楽部出身。
大学時代に漫画家を目指す決意し、3年の秋にいろいろ月刊誌を購入し一番、印象に残ったのが岩原裕二。早速、人物画と背景画を描いて角川書店に送り合格し3年間、岩原裕二のアシスタントを務めた。
2010年5月『けったま! 〜蹴球☆らいおっとガールズ〜』をウェブコミック誌『FlexComixネクスト』にて連載開始。
2012年2月『エウレカセブンAO』（原作：ボンズ）をKADOKAWA『ニュータイプエース』にて連載開始。
2013年4月『フォトカノ』KADOKAWA。
2014年12月『ウィッチ・エンド』を竹書房『月刊キスカ』にて連載開始。
2017年5月『勇者の孫と魔王の娘』をアルファポリス公式サイトの公式Web漫画にて連載開始。
2018年9月『神角技巧と11人の破壊者』（原作：鎌池和馬）をスクウェア・エニックス『マンガUP!』にて連載開始。
2021年12月『最強不敗の神剣使い』（原作：羽田遼亮）をKADOKAWA『電撃コミックレグルス』にて連載開始。
キャラクター描写が美しく、勢いのある画面構成が魅力の実力派作家である。かつては不動乱名義で成人向け漫画も執筆していた（現在は休止中）。

## 作品リスト

### 一般作品
- けったま! 〜蹴球☆らいおっとガールズ〜（FlexComixネクスト、2010年5月 、既刊3巻）
- エウレカセブンAO〜Save A Prayer〜（KADOKAWA、2012年、全2巻）
- フォトカノ電撃コミックアンソロジー　Kiss（KADOKAWA、2013年、全1巻）
- ウィッチ・エンド（竹書房、2014年、全1巻）
- 勇者の孫と魔王の娘（アルファポリス、2017年、既刊3巻）
- 神角技巧と11人の破壊者 (スクウェア・エニックス、2018年、未単行本化）- ゲームのコミカライズだが、日本語版ゲームの開発が中止になったため。
- 最強不敗の神剣使い（KADOKAWA、2021年、連載中）

「国立国会図書館」を参照

### イラスト
- 『テイルズ オブ ヴェスペリア』（ビバ☆テイルズ オブ マガジン、KADOKAWA 2014年）

### 読み切り
- happy smile（KADOKAWA、 2014年）
- タナと牛鬼（竹書房、 2014年）
- 美咲先生の苦悩（竹書房、 2014年）

### 不動乱 名義
- 幽戯白書（2007年、ムーグコミックス）
- おとぎのハルカ（2008年、ムーグコミックス）
- 恋魂（2009年、ムーグコミックス）
- 『チャンピオン烈』（秋田書店）読み切り連載
- 『月刊ドキッ』（竹書房）読み切り連載
- 『快楽天』（ワニマガジン社）読み切り連載
- 『プルメロ』（若生出版）読み切り連載
- 『swimming girl』（2014年、若生出版）